# Marc Prill
Marc Prill (* 5. Februar 1966) ist ein deutscher Kameramann und Regisseur.
Prill wurde Mitte der 1980er Jahre als Kamera-Assistent tätig, ab 1991 dann selbst als Kameramann. Zu seinen Arbeiten gehören Fernsehfilme wie auch Episoden von Türkisch für Anfänger, Rosamunde Pilcher oder Das Traumschiff.

## Filmographie (Auswahl)
- 1992: Die Zwillingsschwestern aus Tirol
- 1993: Almenrausch und Pulverschnee
- 1993: Das Paradies am Ende der Berge
- 1993: Der blaue Diamant
- 1999–2023: Rosamunde Pilcher (Fernsehfilmreihe, 26 Folgen)
- 2004: Das Traumhotel – Sterne über Thailand
- 2004: Geerbtes Glück
- 2007: Moppel-Ich
- 2008–2023: Das Traumschiff (Fernsehreihe, 16 Folgen)
- 2008: Türkisch für Anfänger (Fernsehserie, acht Folgen)
- 2013: SOKO 5113 (Fernsehserie, fünf Folgen)
- 2013: Liebe und Tod auf Java (TV-Zweiteiler)
- 2013: Das Traumschiff: Malaysia
- 2014–2020: Kreuzfahrt ins Glück (Fernsehreihe, vier Folgen)
- 2015: Ein starkes Team – Tödliches Vermächtnis